# Gerolsteiner Kalkeifel
Gerolsteiner Kalkeifel este o arie protejată (arie specială de conservare — SAC, sit de importanță comunitară — SCI) din Germania întinsă pe o suprafață de 8.406 ha, integral pe uscat.

## Localizare
Centrul sitului Gerolsteiner Kalkeifel este situat la coordonatele 50°12′11″N 6°41′52″E / 50.2031°N 6.6978°E.

## Înființare
Situl Gerolsteiner Kalkeifel a fost declarat sit de importanță comunitară în mai 2004 pentru a proteja 2 specii de plante și 8 specii de animale. Situl a fost protejat și ca arie specială de conservare în octombrie 2005.

## Biodiversitate
Situată în ecoregiunea continentală, aria protejată conține 26 de habitate naturale: Cursuri de apă de la nivel de câmpie la nivel montan, cu vegetație Ranunculion fluitantis și Callitricho-Batrachion, Pajiști uscate europene, Formațiuni de Juniperus communis pe lande sau pajiști calcaroase, Pajiști uscate seminaturale și facies de acoperire cu tufișuri pe substraturi calcaroase (Festuco-Brometalia) (* situri importante pentru orhidee), Formațiuni ierboase bogate în specii de Nardus, dezvoltate pe substraturi silicioase în zone montane (și în zone submontane, în Europa continentală), Pajiști cu Molinia pe soluri calcaroase, turboase sau argilos-nămoloase (Molinion caeruleae), Liziere de ierburi înalte hidrofile de câmpie și de nivel montan până la alpin, Fânețe de joasă altitudine (Alopecurus pratensis, Sanguisorba officinalis), Fânețe montane, Mlaștini turboase de tranziție și turbării mișcătoare, Izvoare petrifiante cu formare de travertin (Cratoneurion), Mlaștini alcaline, Grohotișuri silicioase medio-europene, la altitudine înaltă, Grohotișuri medio-europene calcaroase, de la nivel colinar și montan, Pante stâncoase calcaroase cu vegetație casmofită, Pante stâncoase silicioase cu vegetație casmofită, Roci stâncoase cu vegetație pionieră de Sedo-Scleranthion sau Sedo albi-Veronicion dillenii, Peșteri inaccesibile publicului, Păduri de fag Luzulo-Fagetum, Păduri de fag Asperulo-Fagetum, Păduri de fag din Europa Centrală dezvoltate pe sol calcaros cu Cephalanthero-Fagion, Păduri de stejar sau de stejar și carpen sub-atlantice și medio-europene de Carpinion betuli, Păduri de stejar și carpen Galio-Carpinetum, Păduri pe pante, grohotișuri și ravene de Tilio-Acerion, Mlaștini împădurite, Păduri aluvionare cu Alnus glutinosa și Fraxinus excelsior (Alno-Padion, Alnion incanae, Salicion albae).
La baza desemnării sitului se află mai multe specii protejate:
- plante (2): papucul doamnei (Cypripedium calceolus), mușchi (Dicranum viride)
- amfibieni (1): triton cu creastă (Triturus cristatus)
- mamifere (3): liliac cu urechi mari (Myotis bechsteinii), liliac de iaz (Myotis dasycneme), liliac comun (Myotis myotis)
- nevertebrate (3): fluturele auriu (Euphydryas aurinia), Euplagia quadripunctaria, rădașcă (Lucanus cervus)
- pești (1): cicar (Lampetra planeri)